# Haddaway (álbum)
Haddaway (mais tarde relançado com o nome de The Album) é o álbum de estreia do cantor de dance music Haddaway, lançado em 23 de Novembro de 1993 pela Arista Records. O álbum foi certificado ouro no Reino Unido em 1 de Abril de 1994, por mais de cem mil cópias vendidas.
Desse álbum saíram cinco singles, o primeiro deles, "What Is Love" foi a canção de maior sucesso pelo cantor até hoje, entrando na parada musical em mais de dez países, inclusive a dos Estados Unidos, onde chegou a posição #11. O segundo single, "Life", embora não tenha obtido tanta popularidade quanto o single anterior, foi certificado Ouro na Austria, Alemanha e Suécia, além de ter moderado sucesso nos Estados Unidos, onde chegou a posição #41. Os singles "I Miss You" e "Rock My Heart" alcançaram o sucesso somente em países europeus. O último single, "Stir It Up", um cover da canção originalmente gravada pelo cantor de reggae jamaicano Bob Marley, embora tenha conseguido certa exposição nos Estados Unidos, não alcançou o sucesso.

## Faixas

### Original
| N.º | Título                                                          | Duração |  |
| 1.  | "What Is Love"                                                  | 4:31    |  |
| 2.  | "Life (Everybody Needs Somebody to Love)"                       | 4:18    |  |
| 3.  | "Yeah"                                                          | 3:43    |  |
| 4.  | "Come Back (Love Has Got a Hold on Me)"                         | 4:00    |  |
| 5.  | "I Miss You" (Radio Edit)                                       | 3:41    |  |
| 6.  | "What Is Love" (Rapino Brothers Mix)                            | 3:50    |  |
| 7.  | "Stir It Up"                                                    | 4:25    |  |
| 8.  | "Sing About Love"                                               | 4:42    |  |
| 9.  | "Mama's House"                                                  | 4:05    |  |
| 10. | "Rock My Heart"                                                 | 4:20    |  |
| 11. | "Tell Me Where It Hurts"                                        | 4:12    |  |
| 12. | "Shout"                                                         | 4:36    |  |
| 13. | "Life (Everybody Needs Somebody to Love)" (Mission Control Mix) | 7:01    |  |

### The Album
| N.º | Título                                  | Duração |  |
| 1.  | "What Is Love"                          | 4:31    |  |
| 2.  | "Life"                                  | 4:18    |  |
| 3.  | "Yeah"                                  | 3:43    |  |
| 4.  | "Come Back (Love Has Got a Hold on Me)" | 4:00    |  |
| 5.  | "I Miss You" (Radio Edit)               | 3:41    |  |
| 6.  | "What Is Love" (Rapino-Brothers-Mix)    | 3:50    |  |
| 7.  | "Stir It Up"                            | 4:25    |  |
| 8.  | "When the Feeling's Gone"               | 4:17    |  |
| 9.  | "Sing About Love"                       | 4:42    |  |
| 10. | "Mama's House"                          | 4:05    |  |
| 11. | "Rock My Heart"                         | 4:20    |  |
| 12. | "Tell Me Where It Hurts"                | 4:12    |  |
| 13. | "Shout"                                 | 4:36    |  |
| 14. | "Life" (Album Re-Mix)                   | 4:44    |  |

## Certificações
| País              | Certificação | Data               | Vendas certificadas |
| ----------------- | ------------ | ------------------ | ------------------- |
| Reino Unido - BPI | Ouro         | 1 de Abril de 1994 | 100,000             |

## Posições nas paradas musicais
| Parada musical (1993/1994)         | Melhor posição |
| ---------------------------------- | -------------- |
| Alemanha - Media Control Charts    | 5              |
| Áustria - Parada Musical           | 12             |
| Canadá - Canada RPM Top 100 Albums | 45             |
| Estados Unidos - Billboard 200     | 111            |
| Estados Unidos - Top Heatseekers   | 1              |
| Noruega - VG-lista                 | 5              |
| Países Baixos - MegaCharts         | 16             |
| Reino Unido - UK Albums Chart      | 9              |
| Suécia - Sverigetopplistan         | 3              |
| Suíça - Schweizer Hitparade        | 2              |